# 安夸貝
安夸貝是東非國家莫桑比克的城鎮，由德爾加杜角省負責管轄，位於該國東北部，主要經濟活動是採礦業，1994年至1999年間採礦公司在該鎮開採石墨，1997年人口估計約12,561。
12°59′S 39°51′E / 12.983°S 39.850°E